# ساختمان ۲۰۰ وست‌استریت

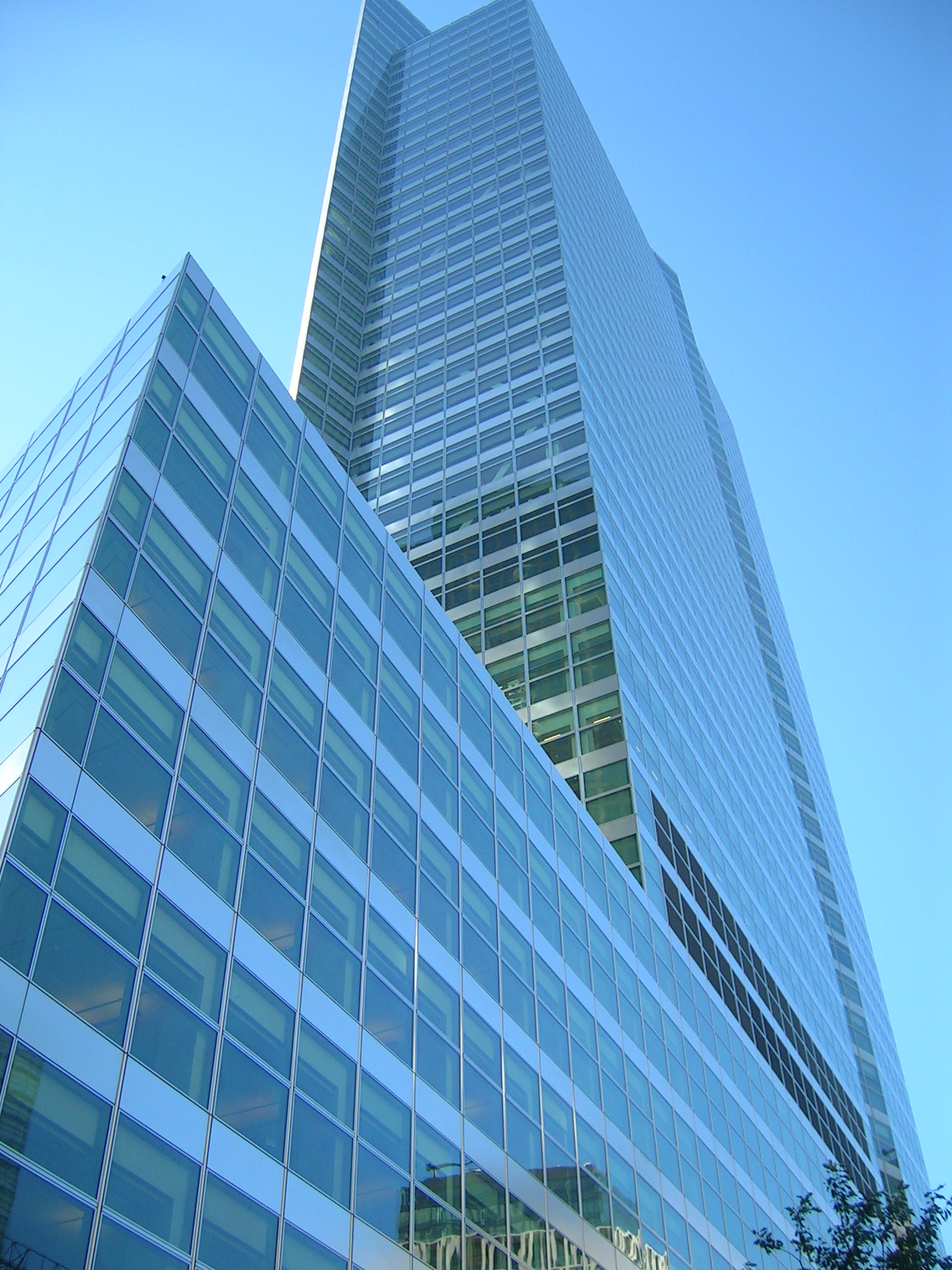
ساختمان ۲۰۰ وست‌استریت در منهتن، نیویورک

ساختمان ۲۰۰ وست‌استریت (به انگلیسی: ۲۰۰ West Street) یک ساختمان ۲۳۰ متری (۷۴۰ فوت) با ۴۳ طبقه است که در اکتبر ۲۰۰۹ در باتری پارک سیتی در همسایگی منهتن در نیویورک در ایالات متحده آمریکا بازگشایی شده‌است. دفتر مرکزی گلدمن ساکس در این ساختمان قرار دارد. این ساختمان در بزرگراه وست ساید بین خیابان‌های وسی و موری قرار دارد. این ساختمان که دارای کاربری اداری است دارای ۵۳ آسانسور می‌باشد و مالک آن گلدمن ساکس است.
شرکت آی. ام. پی و شرکا معماران این بنا هستند.

## نگارخانه

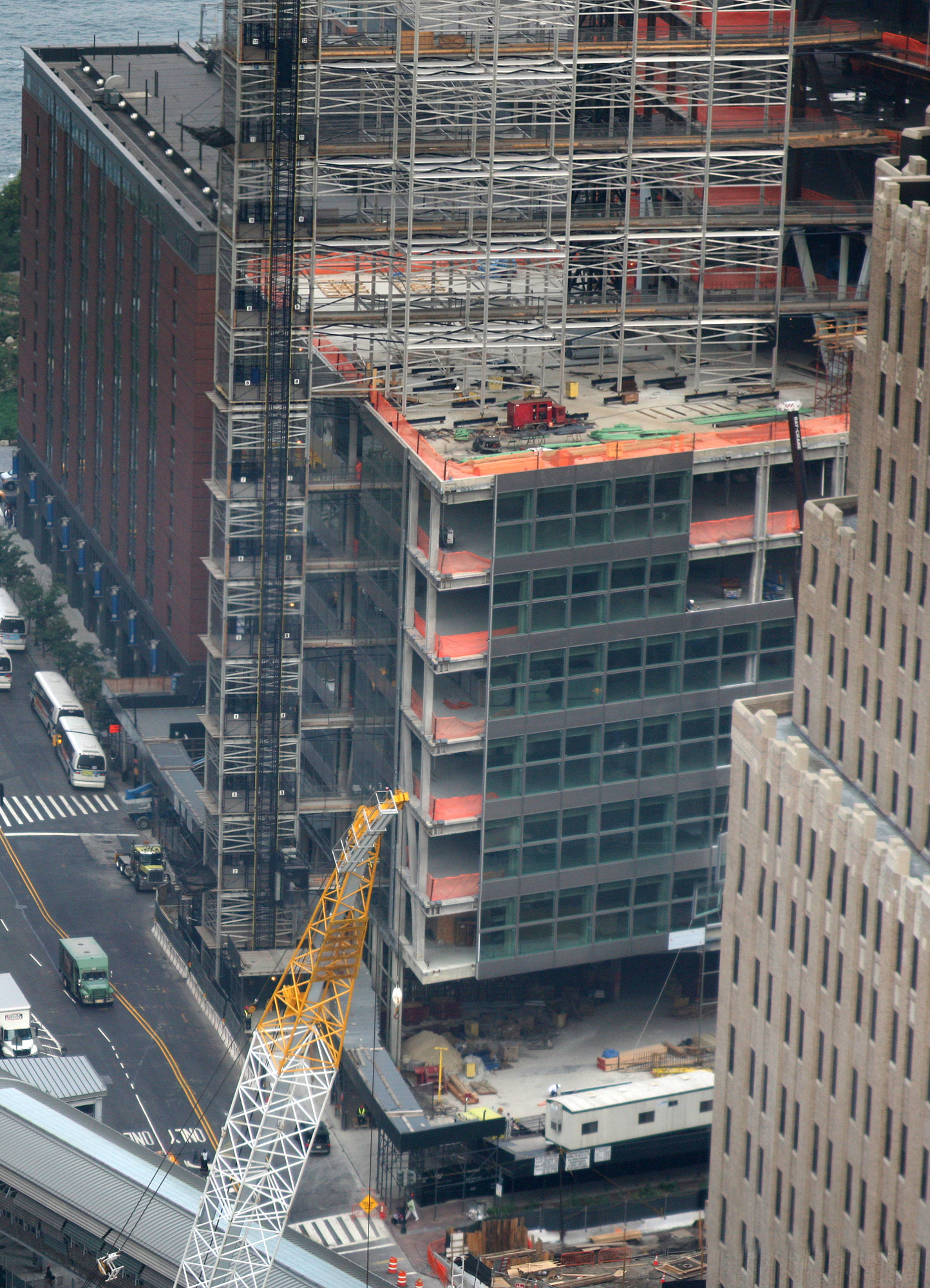
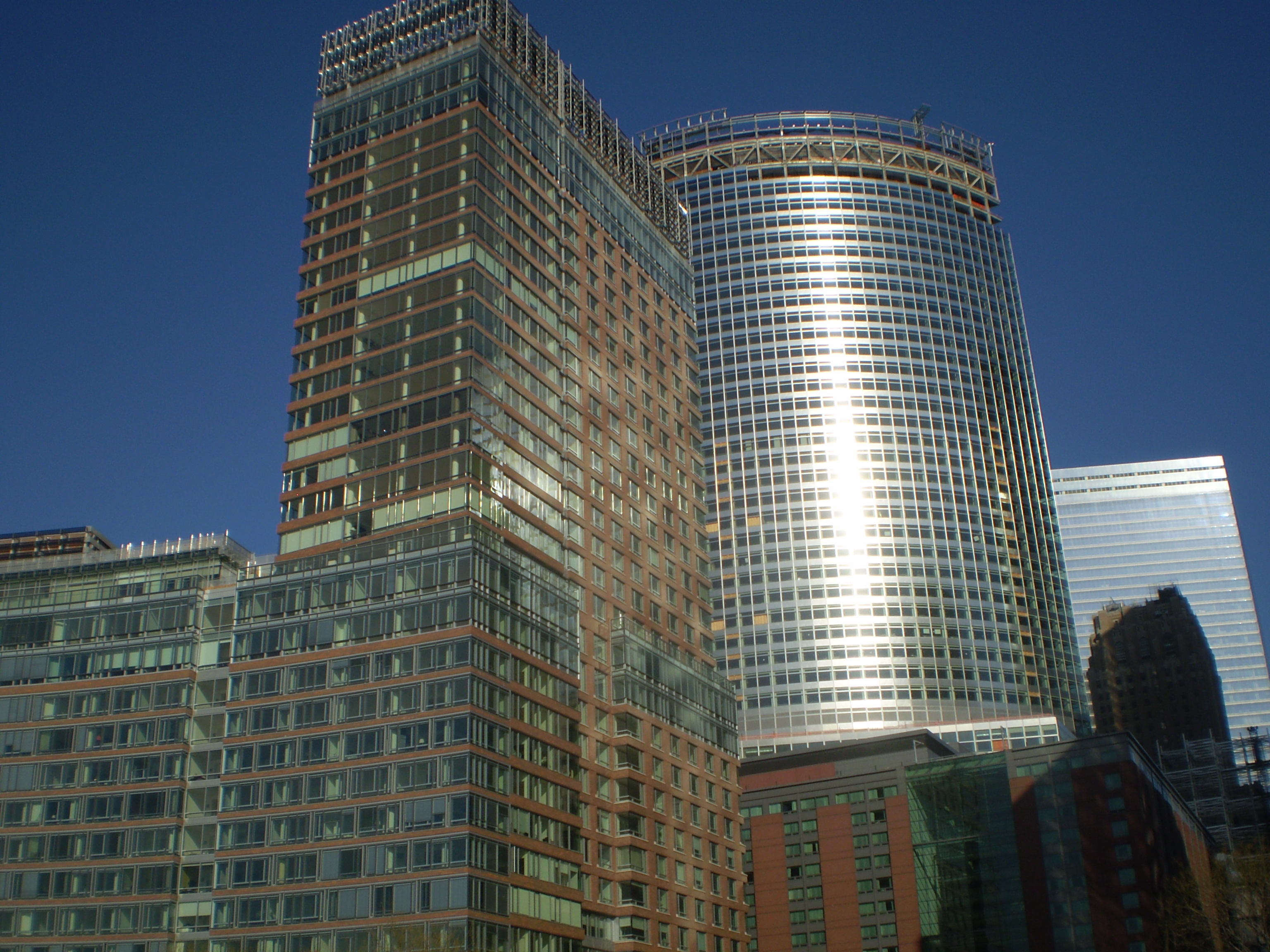